# Fiat 160

Le Fiat-OM 160 est un camion polyvalent, porteur ou tracteur de semi-remorques, fabriqué par le constructeur  italien Fiat V.I.-Iveco de 1975 à 1982. 
Il fait partie de la très grande famille des camions lourds Fiat V.I. équipés de la nouvelle cabine Fiat "H" aux formes carrées qui sera maintenue jusqu'en 1991. 
Ce véhicule devait remplacer le très réputé Fiat 682N4 sur les marchés en voie de développement et le Fiat 684 sur les marchés européens. Il sera aussi fabriqué en France chez Unic et en Italie également pour occuper ce segment du marché notamment celui des TP avec les versions 160R. Ce camion sera commercialisé sous les marques Fiat V.I., OM, Unic et Magirus. Il couvre le segment de 14 à 40 tonnes.

## Le Fiat 160 en synthèse
Doté du fameux moteur 6 cylindres en ligne Fiat 8210 de 13 698 cm3 de cylindrée, le même qui équipait le Fiat 619, il disposait d'un couple maximum à seulement 900 tr/min comme tous les camions Fiat de la gamme lourde.
Conçu pour remplacer le très réputé et inusable Fiat 682N4, pour des charges de 14 à 40 tonnes dans les pays émergents, ce camion maintiendra la réputation de robustesse et de fiabilité de son prédécesseur. Ce camion, qui sera également commercialisé sur les marchés européens deviendra un véhicule de transition entre l'ancien code des transports italien qui limitait les charges transportées à 10 t à l'essieu et le nouveau code de juin 1976 qui porta cette même charge à 12 tonnes à l'essieu mais obligea une puissance de 8 ch la tonne. Dès l'entrée en vigueur du nouveau code, le Fiat-Iveco 160 aura un PTC de 18 tonnes et la transformation en 6x2 lui autorisera 24 tonnes.
La version 160T, tracteur de semi-remorques, ne sera introduite qu'avec la seconde série et le nouveau code.

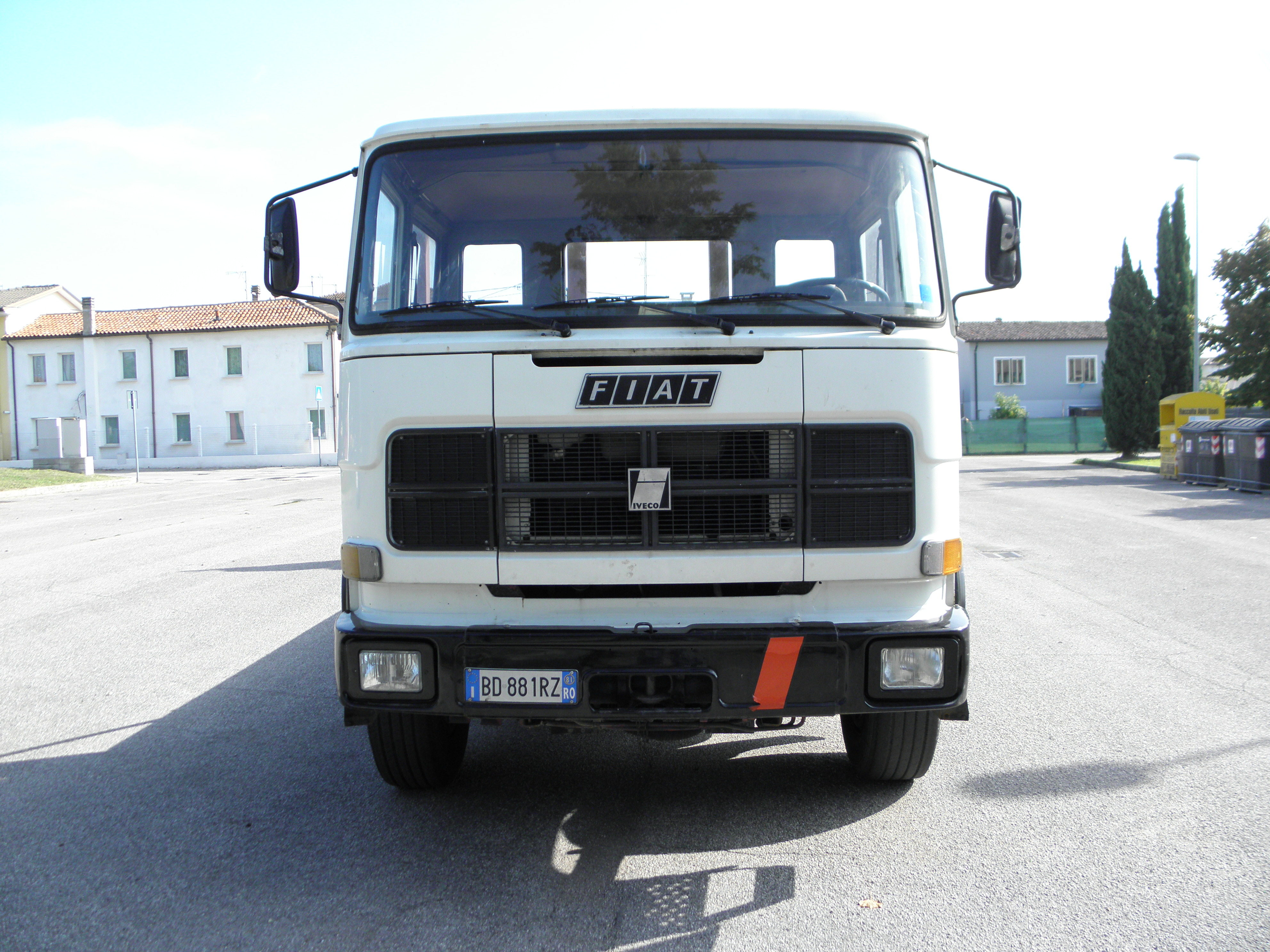
Camion Fiat 160F26

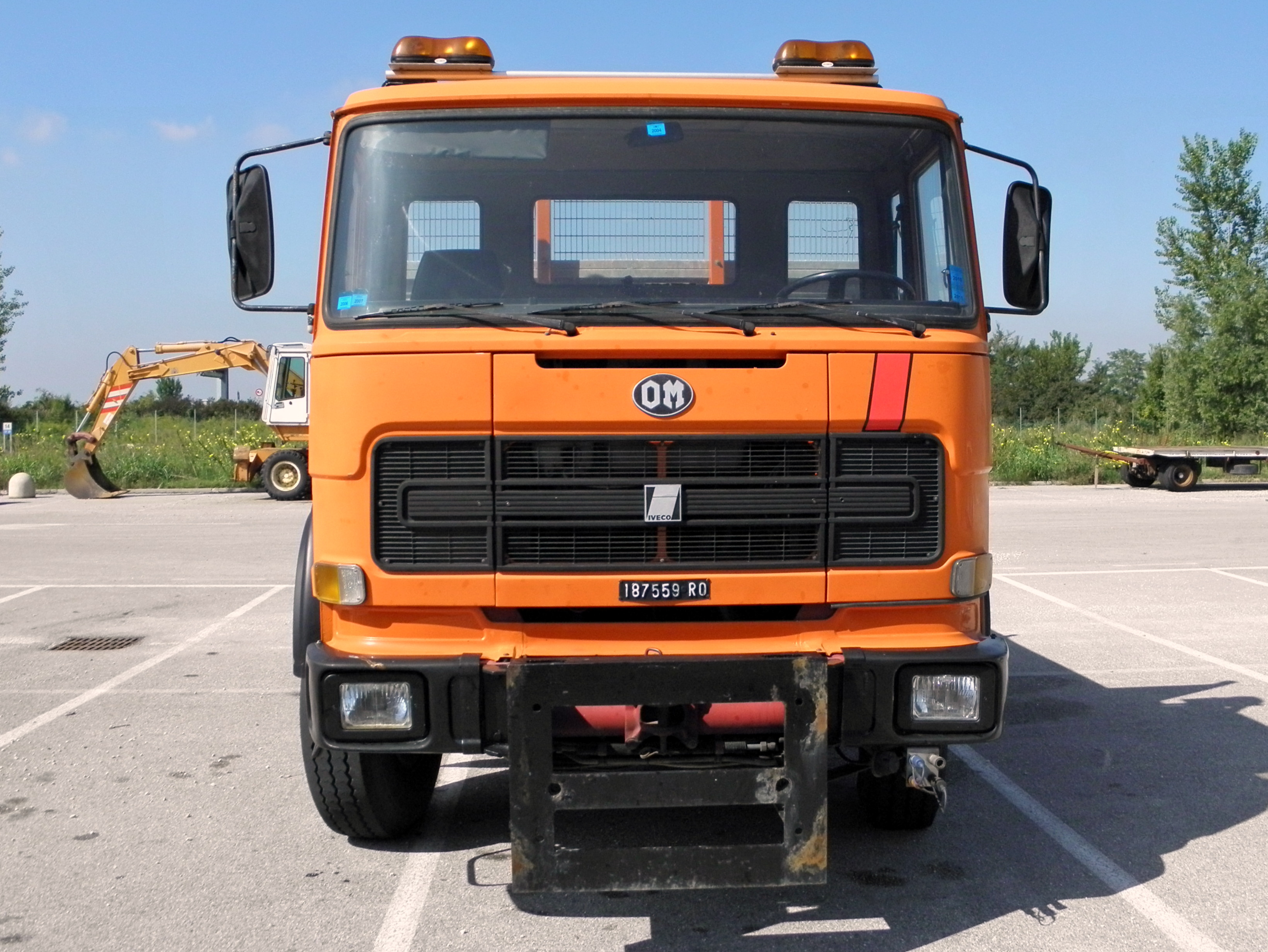
Camion OM 160.26

### Caractéristiques techniques1resérie
- Moteur : Fiat type 8210.02 - 13 698 cm3 - 260 ch
- Boîte de vitesses 8+2 mécanique
- PTC 160 : porteur 4x2 : 14,0 t en Italie, 18,0 t en Europe, plus remorque de 18,0 t.
- PTC 160R : porteur 4x2 : 18,0 t en Italie pour le secteur des TP,
- PTC 160 : porteur 6x2 : 22,0 t en Italie, 3e essieu orientable et relevable,
- PTC 160R : porteur 6x2 : 24,0 t en Italie, 3e essieu orientable et relevable,

Comme d'habitude à cette époque en Italie comme dans bien d'autres pays, les carrossiers spécialisés transforment les camions 4x2 en 6x2 avec l'adjonction d'un 3e essieu autodirecteur et relevable à l'arrière :
- pour les versions route, l'essieu est placé après l'essieu moteur à partir d'un châssis allongé ce qui permet une combinaison 3+3 de 36 tonnes ou 3+4 de 40 tonnes en Italie,

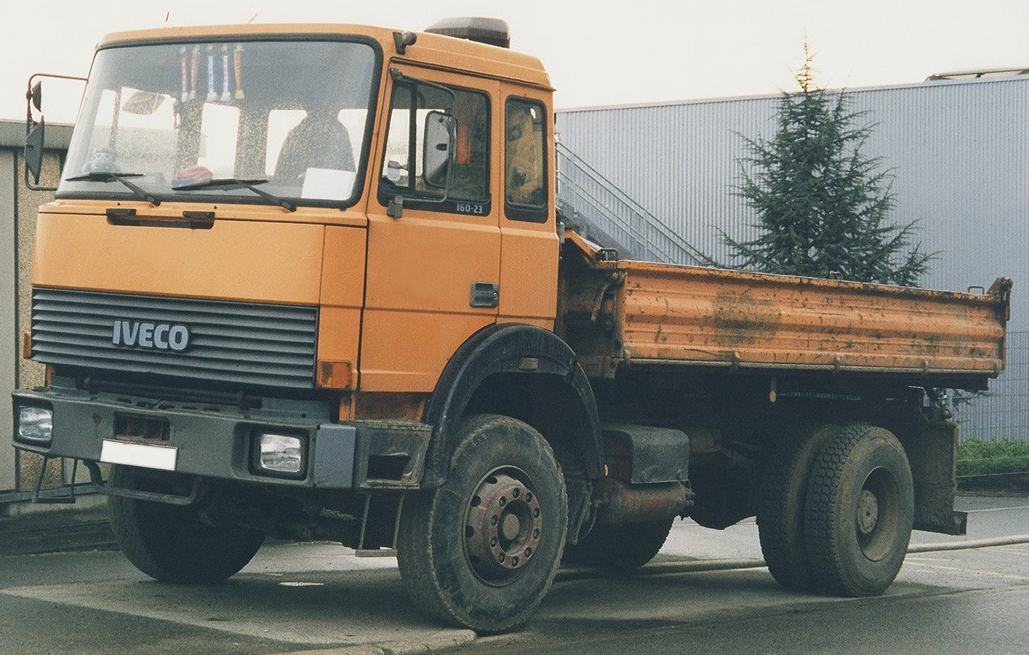
Camion Iveco 160.23 Turbo

- Camion Iveco 160.23 Turbopour les versions chantier, le châssis choisi est la version à empattement long et l'essieu est ajouté devant l'essieu moteur ; le PTC passe alors de 14 à 22 tonnes en Italie.

### Caractéristiques techniques2esérie
Après l'entrée en vigueur des nouvelles normes en Italie,
- Moteur : Fiat type 8210.02 - 13 698 cm3 - 260 ch
- Boîte de vitesses 8+2 mécanique
- PTC 160 : porteur 4x2 : 18,0 t, plus remorque de 18,0 t.
- PTC 160 : porteur 6x2 : 24,0 t, 3e essieu orientable et relevable, plus remorque de 20 tonnes,
- PTR tracteur semi remorques : Version T - 34,0 t, en raison de son moteur de 260 ch.

Il sera remplacé par les modèles IVECO 159 de la gamme moyenne et IVECO 180 de la gamme lourde en 1986.
Iveco lancera plus tard un modèle portant le même nom, IVECO 160, dont le PTC est de 16 tonnes, avec des motorisations Fiat-Iveco et un moteur Deutz refroidi par air, un des derniers montés sur un camion du groupe, pour les marchés allemand et français.

## Les fabrications à l'étranger
Le Fiat 160 NC a été produit dans plusieurs pays étrangers :

### Turquie
Le Fiat 160 a été fabriqué en Turquie par la filiale locale de Fiat V.I., Oto-Yol avec les mêmes caractéristiques mécaniques que les originaux italiens.

### Argentine
En fin d'année 1979, le marché automobile argentin évolue avec un accès libre aux importations de véhicules complets, pratique jusqu'alors interdite. Comme dans tous les pays ayant élevé des droits de douane protecteurs pour bloquer les produits étrangers, l'offre locale est en retard par rapport aux unités importées. Bien que le marché des poids lourds ait été assez insensible à cette situation, certaines marques comme Fiat-IVECO ont importé quelques unités pour « tester » la réaction du marché argentin. C'est le cas du Fiat 160, commercialisé en Europe sous le nom de Fiat-Iveco 160 NC. C'était une solution pour satisfaire la demande de véhicules semi-lourds qui existait dans le pays, avec des puissances d'environ 200 ch DIN. En fait, ce modèle était censé remplacer le Fiat 673 de 165 ch DIN, lancé en 1974.
Le Fiat 160 a d'abord été importé fini dès 1979 puis fabriqué localement à partir de 1984. Il était proposé comme un "petit" 619. Il a connu des débuts très prometteurs, au point que Fiat V.I. Argentina équipa son usine de La Ferreyra dans la province de Cordoba en lança sa fabrication en 1984. Mais, compte tenu du manque d'adaptation de l'époque du marché argentin aux camions mi-lourds, seules 60 exemplaires ont été fabriqués.